# Gorgoleptis spiralis
Gorgoleptis spiralis là một loài ốc biển, là động vật thân mềm chân bụng sống ở biển thuộc họ Lepetodrilidae.